# Emofunk
Emofunk – drugi studyjny album duetu Modfunk.
Wydany został 14 listopada 2008 roku na płycie CD. Płyta jest mieszanką muzyki house i electro. Na albumie wystąpiła gościnnie nieżyjąca już francuska gwiazda muzyki elektronicznej Philippe Zdar z duetu Cassius, który udzielił się wokalnie w utworze "Showtime". Na płycie znajduje się też remiks utworu "We Got Game" innego francuskiego DJ-a i producenta ukrywającego się pod pseudonimem Demon. Trzeci gość specjalny i też nieżyjący już wokalista John Webb z niszowego amerykańskiego zespołu Love Meets Lust, tworzącego muzykę w stylu alternatywnego rocka.   

## Lista utworów
1. Cashback
2. Cut Your Soul
3. Texmex
4. Respef
5. Needles Killer
6. Possibility For Significant Other
7. Rack Bhayo Ni Ho Bro (Feat. John Webb)
8. Showtime (Feat. Philippe Zdar)
9. Love Machine
10. We Got Game (Demon Remix)